# Ryan Sissons
Ryan Sissons (24 de junho de 1988) é um triatleta profissional neozelandês.

## Carreira

### Rio 2016
Sissons competiu nos Jogos Olímpicos do Rio, em 2016, ficando em 17º lugar com o tempo de 1:48.01.